# Франц Ксавер (Хоенцолерн-Хехинген)
Франц Ксавер фон Хоенцолерн-Хехинген (на немски: Franz Xaver von Hohenzollern-Hechingen; * 18 юли 1720, Байройт; † 14 март 1765, дворец Моуфрин, провинция Намюр) е граф на Хоенцолерн-Хехинген и австрийски императорски фелдмаршал-лейтенант.

## Биография
Той е син, петото дете, на императорския генерал-фелдмаршал граф Херман Фридрих фон Хоенцолерн-Хехинген (1665 – 1733) и втората му съпруга графиня Мария Йозефа Терезия фон Йотинген-Шпилберг (1694 – 1738), дъщеря на граф Франц Албрехт фон Йотинген-Шпилберг (1663 – 1737) и фрайин Йохана Маргарета фон Швенди (1672 – 1727), наследничка на Швенди и Ахщетен. По-големият му брат Йозеф Фридрих Вилхелм (1717 – 1798) е от 1750 г. княз на Хоенцолерн-Хехинген.
Франц Ксавер е на австрийска служба и става императорски фелдмаршал-лейтенант на кавалерията. Чрез съпругата си той живее най-вече в Нидерландия, днешна Белгия. Той умира на 45 години на 14 март 1765 г. в Моуфрин, провинция Намюр.

## Фамилия
Франц Ксавер фон Хоенцолерн-Хехинген се жени на 21 януари 1748 г. в дворец Геуле, близо до Маастрихт, за графиня Анна Мария Леонхардина Филипина фон и цу Хоенсброех (* 8 май 1729, Геуле; † 26 септември 1798, Геуле), наследничка на ван Геуле, дъщеря на граф Херман Ото фон и цу Хоенсброех и баронеса Анна ван Тцевел тот Батенбург. Чрез съпругата си той получава графството Геуле също господствата Моуфрин и Баилонвиле. Те имат децата:
- Херман (* 6 ноември 1748, дворец Геуле; † 1 декември 1748, дворец Геуле)
- дете (* /† 22 август 1749, дворец Геуле)
- Херман Мария Фридрих Ото фон Хоенцолерн-Хехинген (* 30 юли 1751, Локенхауз, Бургенланд; † 2 ноември 1810, дворец Хехинген), имперски княз на Хоенцолерн-Хехинген 15 февруари 1775, женен I. на 18 ноември 1773 в Маастрихт за контеса Луиза де Мероде-Вестерлоо (* 28 септември 1747; † 14 ноември 1774), II. на 15 февруари 1775 г. в Брюксел за принцеса Максимилиана де Гавре (* 30 март 1753; † 6 август 1778, III. на 26 юли 1779 г. в Дагщул за графиня Мария Антония фон Валдбург-Цайл-Вурцах (* 6 юни 1753; † 25 октомври 1814)
- Мария Анна Юлиана (*/† 1755), кръстена във Виена на 5 март 1755
- Фридрих Франц Ксавер фон Хоенцолерн-Хехинген (* 31 май 1757, дворец Геуле при Маастрихт; † 6 април 1844, Виена), австрийски фелдмаршал, женен на 22 януари 1787 г. за графиня Мария Тереза фон Вилденщайн (* 23 юни 1763; † 16 ноември 1835)
- Фелицитас Терезия Каролина (* 18 декември 1763, Моуффрин; † 5 юни 1834, Лиеж), омъжена на 25 април 1782 г. във Вик близо до Маастрихт за граф Максимилиан Хайнрих де Хоен-Ньофшато († 25 февруари 1823, Геуле)